# ناشناس (ترانه سیلن دیون)
« ناشناس» (به انگلیسی: Incognito) تک‌آهنگی از هنرمند اهل کانادا سلین دیون است که در مه ۱۹۸۷ منتشر شد.